# 聖經啟示文學
啟示文學（英語：Apocalyptic），可指一個神學運動，或是該運動的代表性文體。這種特別的現象不是一種群體本身，而是在許多不同群體裡出現的特別觀點。它產生出大量引人入勝的文學作品，有的存留至今。他們相信世上的邪惡日亦增多、時代的終結趨近，並且神將會決定性的介入，以展開新的時代。猶太教與基督教皆有啟示文學，它的獨特性可見於《聖經》舊約裡的但以理書、撒迦利亞書、以西結書、以賽亞書、約珥書，以及《聖經》新約裡的馬太福音和啟示錄。
《聖經》先知或其作者透過特殊的異象或異夢，偶然看到天上的事、超自然的景象，甚至被提到天庭，神藉此向他們揭示將來，尤其是關於末世的隱藏之奧秘信息。
聖經啟示文學通常是要安慰正在受苦或受欺壓、逼迫的神之子民，使人類明白神將是歷史的終結，其地上的國亦在神的掌管下，終有一天神的國會取代。使處於絕望中的人略見未來，得以相信神是永恆、今世與來世的盼望。

## 啟示文學的神學思想特色
聖經啟示文學的神學思想主要特色有幾方面：他們強調神的主權與超越性；描繪宇宙間善與惡、神與撒旦、天使與邪靈間的鬥爭；充滿緊張的氛圍並對現今抱持悲觀；期待神最終的得勝，視之為迫切的、將來的、完全超自然的；輕視人類的智慧與力量，認為每個世代終將成為過去，前面的世代會按神的計劃並介入，是無任何力量可攔阻的。